# 경복궁 아미산 굴뚝
경복궁 아미산의 굴뚝(景福宮峨嵋山-)은 경복궁 교태전(交泰殿)의 구들과 연결된 굴뚝이다. 1985년 1월 8일 대한민국의 보물 제811호로 지정되었다.
교태전은 왕비의 중궁전(中宮殿)으로 태조 3년(1394년)에 창건되었다. 그 후 명종 8년(1553년)에 소실되어 1555년에 재건되었으며, 선조 25년(1592년) 임진왜란으로 다시 소실되어 고종 4년(1867년)에 재건되었다. 이후 고종 13년(1876년) 또 다시 소실되었고 고종 25년(1888년)에 복구되었다. 원래의 교태전은 일제강점기인 1918년 창덕궁으로 옮겨 현재의 창덕궁 대조전(大造殿)이 되었고, 현재의 교태전은 최근에 복원한 것이지만, 굴뚝은 고종 당시 경복궁을 재건할 때의 것이다.
아미산은 교태전 일곽 뒤뜰에 경회루의 연못을 판 흙을 쌓아 만든 작은 산(假山)이다. 아미산에는 두벌대의 장대석 석축이 네 층으로 쌓였고, 그 위에 괴상하게 생긴 돌을 담은 석분(石盆)과 물을 담는 돌그릇(石池) 등 석조물이 배치되었는데, 수석 1기는 1단에, 석분·석지는 1단·2단·3단에 있고, 굴뚝은 3단에 있다. 굴뚝 3기는 3단에 나란히 있고, 나머지 한 기는 동쪽 조금 뒤편에 있으며, 주위에는 화초들이 심어져 후원이 조성되어 있다.
그 중에서 가장 특징적인 요소는 4기의 육각형 평면을 한 굴뚝들이다. 굴뚝들은 화강석 지대석 위에 벽돌로 30단 또는 31단으로 쌓였고, 육각의 각 면에는 당초무늬·학·박쥐·봉황·나티·소나무·매화·대나무·국화·불로초·바위·새·사슴·나비·해태·불가사리 등의 무늬가 조화롭게 배치되었다. 각 무늬는 조형전(造形塼)을 구워 배열하였고, 그 사이에는 회(灰)를 발라 화면을 구성하였다.
육각의 각 면은 네 가지 종류의 무늬로 구성되었는데, 굴뚝 제일 아랫부분은 벽사상으로 불가사리를 부조한 사각형의 벽돌을 끼웠고, 그 위의 직사각형 회벽에 십장생·사군자 또는 만자문(卍字文)을 조각했으며, 그 위에 다시 봉황과 귀면 등이 부조된 네모 반듯한 벽돌을 끼웠고, 윗부분은 회벽에 당초문(唐草文)으로 구성하였다.
이들 무늬 위로는 목조 건축물의 소로와 창방·첨차 형태로 만든 벽돌을 쌓고 기와지붕을 이었으며, 정상부에는 점토로 만든 연가(煙家)를 각 4기씩 두어 연기가 빠지도록 하였다. 기능은 연기를 배출하는 굴뚝이지만, 그 형태나 위치가 정원과 어우러져 뛰어난 조형미를 이루고 있다.

## 같이 보기
- 경복궁 자경전 십장생 굴뚝

## 참고자료
- 경복궁 아미산 굴뚝 - 국가유산청 국가유산포털

 본 문서에는 서울특별시에서 지식공유 프로젝트를 통해 퍼블릭 도메인으로 공개한 저작물을 기초로 작성된 내용이 포함되어 있습니다.